# Alue Buloh Dua
Alue Buloh Dua is een bestuurslaag in het regentschap Aceh Timur van de provincie Atjeh, Indonesië. Alue Buloh Dua telt 448 inwoners (volkstelling 2010).